# 清水谷戸トンネル
清水谷戸トンネル（しみずやとトンネル）は、神奈川県横浜市保土ケ谷区境木本町と戸塚区品濃町にまたがる、東日本旅客鉄道（JR東日本）東海道本線の横浜駅と戸塚駅の間にある鉄道トンネルである。全長213.7メートル。

## 概要
1887年（明治20年）に完成した鉄道トンネルで、現役のものとしては日本最古の鉄道トンネルである。
上り線のトンネルが1887年に建設されたもので、側壁が垂直な逆U字形である。下り線のトンネルは1898年（明治31年）に建設されたものである。JR横須賀線・湘南新宿ライン東戸塚駅より、約500mほど保土ケ谷駅寄りにある。ただし、本トンネルを通過する東海道線（上野東京ライン含む）は東戸塚駅に停車しないため、訪問するには横浜駅か戸塚駅で横須賀線または湘南新宿ラインに乗り換える必要がある。
東海道線（上野東京ライン）が本トンネルを使用し、並走する横須賀線（湘南新宿ライン）および東海道貨物線は、各々新設された品濃トンネルおよび猪久保トンネルを通る。それぞれ全長は、978 mおよび4,008mであり、本トンネルに比べて長大である。
地理的には多摩丘陵の南部に位置し、このトンネルの保土ヶ谷よりの川は東京湾に流れ込み、戸塚よりの川は相模湾に流れ込む分水嶺となっている。またトンネル上部がかつての武蔵国と相模国の境界ともなっていた。そのため保土ヶ谷からトンネルまで緩やかな上りとなっており、トンネルから先は下り坂となっている。このトンネルの上には横浜では珍しくなった緑豊かな森があり、トンネル脇から丘陵頂上へ上る獣道があり、また環状2号線 (横浜市)も横断している。
2022年9月に上り線・下り線とも土木学会選奨土木遺産に認定された。

## 近隣
- 東戸塚駅
- 横浜新道今井インターチェンジ
- 横浜カントリークラブ